# Tamba corealis
Tamba corealis là một loài bướm đêm trong họ Noctuidae.